# Korean Broadcasting System
Korean Broadcasting System (korejsky: 한국방송공사 Hanguk Pangsong Kongsa, zkratka KBS) je jihokorejská veřejnoprávní vysílací společnost, provozujující rozhlas, televizi a internetové služby. Společnost poskytuje vysílání třech televizních a šest rozhlasových stanic. Prostřednictvím své dceřiné společnosti KBS N poskytuje vysílání dalších šesti kanálů a prostřednictvím služby KBS World poskytuje celosvětové vysílání ve 12 jazycích.

## Televize
| logo | název        | popis                                                                         | dostupnost                     |
| ---- | ------------ | ----------------------------------------------------------------------------- | ------------------------------ |
|      | KBS1         | Zaměřuje na highbrow, zpravodajství a publicistiku.                           | Jižní Korea                    |
|      | KBS2         | Druhý hlavní televizní stanice společnosti. Poskytuje zejména zábavné pořady. | Jižní Korea                    |
|      | KBS NEWS 24  | Poskytuje zpravodajské pořady.                                                | celosvětově                    |
|      | KBS World TV | Poskytuje pořady, které nejsou omezeny autorskými právy v zámoří.             | celosvětově                    |
|      | KBS KOREA    | Poskytuje pořady, které nejsou omezeny autorskými právy v zámoří.             | celosvětově (mimo Jižní Koreu) |

## Rádio
| logo | název           | zaměření                                                              | frekvence  |
| ---- | --------------- | --------------------------------------------------------------------- | ---------- |
|      | Radio 1         | zpravodajství, diskuse, sport, kultura                                | 711 kHz    |
|      | Happy FM        | K-pop, zábava, klasická hudba                                         | 603 kHz    |
|      | Radio 3         | stanice zaměřena na osoby se zdravotním postižením, seniory a menšiny | 1134 kHz   |
|      | Classic FM      | klasická hudba                                                        | 93,1 MHz   |
|      | Cool FM         | K-pop skladby z 90. let                                               | 89,1 MHz   |
|      | Hanminjok Radio | vysílání do Severní Koreje za účelem šíření antikomunismu             | 972 kHz    |
|      | KBS World Radio | oficiální mezinárodní vysílání, vysílá zprávy v 11 jazycích           | 11,276 MHz |

Všechny rozhlasové stanice jsou dostupné celosvětově prostřednictvím služby KBS Kong.

## Logo

První logo, používané mezi lety 1961 až 1973
Druhé logo, používané mezi lety 1973 až 1984
Třetí logo, používané od roku 1984 (verze pouze s textem)